# PSR B1257+12 B
PSR B1257+12B又名骚幽星是一個距離地球約980光年的太陽系外行星，位於室女座。PSR B1257+12B是首次在太陽系之外發現的行星，並且是第二個所知環繞脈衝星PSR B1257+12的天體。該行星距離母恆星0.36天文單位，軌道週期大約66日。這個脈衝星行星的質量超過地球四倍。因為B行星和C行星的質量相近（而且軌道相當接近），這兩顆行星之間會產生可量測的軌道攝動。正如所預測的，偵測到軌道攝動代表行星是存在的。這兩顆行星的質量和軌道傾角就是藉由計算行星之間互相影響而得知。

## 名稱

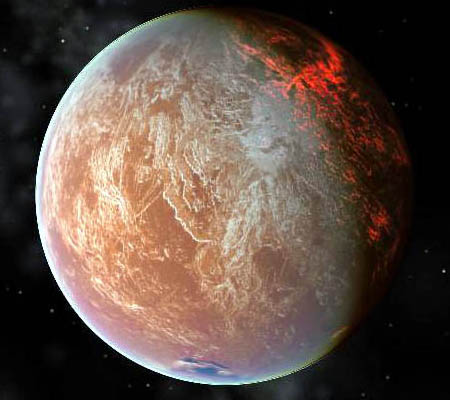
藝術家筆下的PSR B1257+12 B

PSR B1257+12 的行星命名後綴是加上字母 A 到 D（隨距離母星距離增加編號）。這些行星沒有依照今日太陽系外行星命名規則是因為發現的時間。作為首次被發現且環繞脈衝星的系外行星，這些行星的命名後綴是加上大寫字母 "B" 和 "C"，當第三顆行星在更接近母星的距離被發現時，命名後綴就經常加上 "A"。
2015年12月，国际天文联合会将这颗行星命名为Poltergeist，是一種超自然現象。也被称为骚幽星。

## 外部連結
维基共享资源上的相關多媒體資源：PSR B1257+12 B
- extrasolarplanet.net data
- Pulsar Planets